# Rampa (teatr)
Rampa (teatr):
- dawniej – rząd lamp umieszczonych na brzegu sceny, oświetlających ją. Początkowo zamiast lamp używane były także świece. Rampa wyraźnie oddzielająca scenę od widowni pojawiła się w XVIII wieku.
- obecnie – brzeg sceny teatralnej.